# البطولات الوطنية الأمريكية 1926 (كرة مضرب)
قائمة بالأبطال في 1926 البطولات الوطنية الأمريكية لكرة المضرب (المعروفة الآن باسم أمريكا المفتوحة):

## الكبار

### فردي رجال
رينيه لاكوست هزم  جين بوروترا 6-4 6-0 6-4

### فردي سيدات
مولا بجورستدت مالوري هزم  إيلزابيث راين 4-6, 6-4, 9-7